# Cime du Gélas
Die Cime du Gélas (dt. Eisspitze) ist ein Dreitausender in den Seealpen. Mit einer Höhe von 3143 m ist sie der höchste Berg des Parc National du Mercantour und einer der südlichsten Dreitausender der Alpen. Der Gipfel befindet sich auf der Grenze zwischen der italienischen Provinz Cuneo und dem französischen Département Alpes-Maritimes. Die Erstbesteigung erfolgte 1864 durch Paolo di Saint-Robert.